# Finlande au Concours Eurovision de la chanson 1962
La Finlande a participé au Concours Eurovision de la chanson 1962, alors appelé le « Grand prix Eurovision de la chanson européenne 1962 », à Luxembourg-Ville, au grand-duché du Luxembourg. C'est la 2e participation de la Finlande au Concours Eurovision de la chanson.
Le pays est représenté par la chanteuse Marion Rung et la chanson Tipi-tii, sélectionnées par Yleisradio (YLE) au moyen d'une finale nationale.

## Sélection

### Euroviisut 1962
Le radiodiffuseur finlandais Yleisradio (YLE) organise l'édition 1962 de la finale nationale Euroviisut afin de sélectionner l'artiste et la chanson représentant la Finlande au Concours Eurovision de la chanson 1962.
La finale nationale finlandaise, présentée par Aarno Walli, a lieu le 15 février 1962 aux studios YLE d'Helsinki.
Quatre chansons ont participé à cette sélection et sont toutes interprétées en finnois, l'une des langues nationales de la Finlande.
Lors de cette sélection, c'est la chanson Tipi-tii interprétée par Marion Rung qui fut choisie.

#### Finale
| Ordre | 1er interprète       | 2e interprète       | Chanson         | Traduction          | Points | Place |
| ----- | -------------------- | ------------------- | --------------- | ------------------- | ------ | ----- |
| 1     | Kai Lind (fi)        | Marion Rung         | Tipi-tii        | Cui-cui             | 234    | 1     |
| 2     | Matti Heinivaho (fi) | Vieno Kekkonen (fi) | Sateinen yö     | Nuit pluvieuse      | 127    | 3     |
| 3     | Matti Heinivaho      | Vieno Kekkonen      | On keskiyö      | Il est minuit       | 110    | 4     |
| 4     | Kai Lind             | Marion Rung         | Pikku rahastaja | Le petit conducteur | 129    | 2     |

## À l'Eurovision
Chaque jury d'un pays attribue 3, 2 et 1 vote à ses 3 chansons préférées.

### Points attribués par la Finlande
| 3 points | Royaume-Uni |
| 2 points | Allemagne   |
| 1 point  | Yougoslavie |

### Points attribués à la Finlande
| 3 points      | 2 points | 1 point   |
| ------------- | -------- | --------- |
| - Royaume-Uni |          | - Norvège |

Marion Rung interprète Tipi-tii en 1re position lors de la soirée du concours, le 18 mars 1962, précédant la Belgique. Au terme du vote final, la Finlande termine 7e, ex æquo avec la Suède, sur 16 pays, ayant reçu 4 points au total.